# Pseudosymploce excisa
Pseudosymploce excisa är en kackerlacksart som först beskrevs av Bolívar 1888.  Pseudosymploce excisa ingår i släktet Pseudosymploce och familjen småkackerlackor.
Artens utbredningsområde är Kuba. Inga underarter finns listade i Catalogue of Life.